# Caténaire
Ne doit pas être confondu avec cathéter, bicaténaire ou monocaténaire.

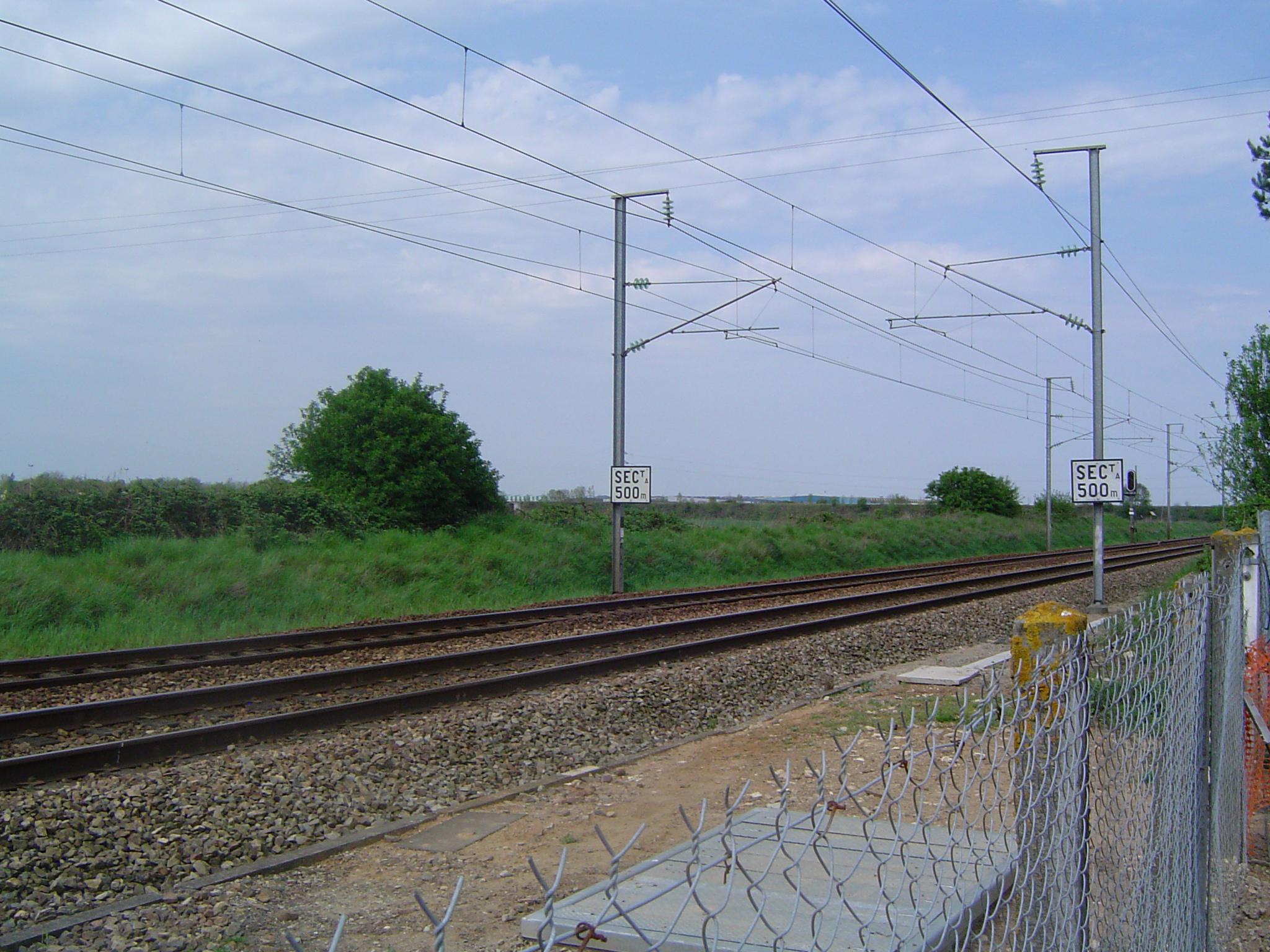
Caténaire 2 x 25 kV sur la ligne Mantes-Cherbourg.

Une caténaire est un ensemble de câbles porteurs et de fils conducteurs destinés à l’alimentation des moyens de transports électriques à captage du courant par dispositif aérien. Les câbles porteurs sont en cuivre, en bronze ou en aluminium-acier, quant aux fils conducteurs, ils sont en cuivre pur à 98 %, ou en cuivre allié à l'étain, au magnésium ou au cadmium. La caténaire permet de faire circuler la plupart des trains et des trams, mais aussi les trolleybus. Certains manèges forains d'auto-tamponneuses sont également par alimentation électrique aérienne.

## De la ligne de contact à la caténaire

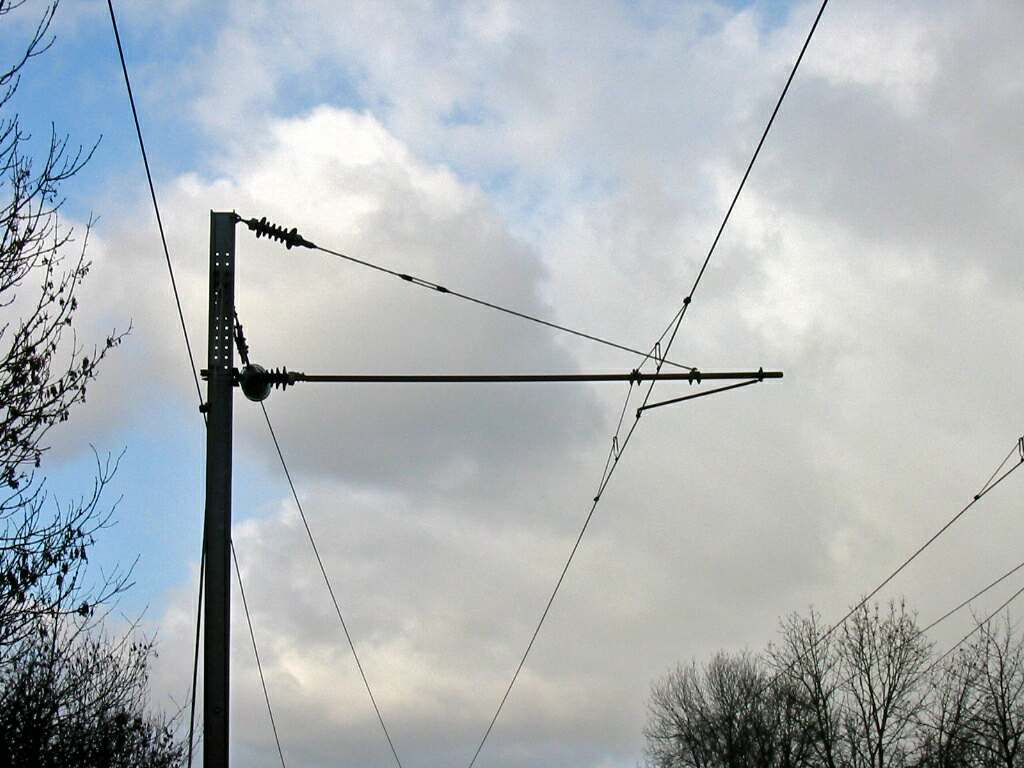
Ligne de contact 25 kV simplifiée, de type « trolley », sur la ligne Plaisir-Épône.

Une ligne aérienne de traction électrique est appelée ligne de contact lorsqu’elle ne comporte qu’un ou deux fils de contact (F.C.). La caténaire (du latin catena, chaîne) est constituée d’un ou de deux fils de contact suspendus par des pendules à un ou deux câbles porteurs.

### Régularité de la distance fil de contact-rail
Le captage du courant aux vitesses élevées nécessite un fil de contact présentant une flèche spécifique entre deux points de suspension consécutifs (portée). Des irrégularités se traduiraient par des discontinuités dans le captage de l'énergie électrique entraînant une dégradation prononcée du matériel (bande d'usure et fil de contact).
Certaines lignes sont équipées de caténaires simplifiées (par ex. : la ligne Bourg-Saint-Maurice – Albertville), la vitesse sur les portions de ligne équipée de telles caténaires est limitée à 120 km/h au maximum, à cause des contraintes subies sur le fils de contact au delà de cette vitesse. Dans les gares de triage et les dépôts où la vitesse est toujours réduite, l'alimentation électrique des trains se fait également par une ligne de contact constituée d'un ou de deux fils.

### Câble porteur
Du fait de son poids, un fil tendu entre deux points ne peut pas suivre une ligne droite. Il suit une courbe qu’on appelle la flèche ou bien chaînette (en forme de cosinus hyperbolique).
La solution consiste à suspendre le fil de contact, rainuré longitudinalement sur le dessus, à un câble porteur par l’intermédiaire de pendules de longueur variable, suivant le même principe que les ponts suspendus. L’ensemble est tendu par des appareils-tendeurs munis de contrepoids qui exercent une traction équilibrée sur les deux fils et maintiennent une tension mécanique constante pour une plage de température définie (caténaire entièrement régularisée). On appelle ce montage, entre deux contrepoids, un canton de pose. Toutefois, afin d'éviter la dérive de l'ensemble vers l'un ou l'autre contrepoids, le milieu de celui-ci est ancré de façon très rigide par un dispositif appelé « anticheminement », réduisant également sa chute, en cas de rupture, à la moitié du canton de pose.

## Histoire
Le premier tramway électrique français, mis en service à Clermont-Ferrand était alimenté par une « navette » glissant dans un tube fendu et relié au tramway par un câble flexible.
En 1910, le PLM effectue des essais entre Grasse et Mouans-Sartoux, en 10 kV 25 Hz ; au même moment, la Cie. du Midi décide d'équiper la ligne de Perpignan à Villefranche de Conflent  en 12 kV- 16 2/3 Hz.
Ces essais ont permis de valider les premiers supports caténaires, et celle-ci.
Entre Perpignan et Villefranche, il subsiste de très nombreux poteaux caténaires datant des premiers essais en 12 kV 16 2/3 Hz, qui supportent aujourd'hui une caténaire unifiée en 1500 V CC.

## Mur de la caténaire
Le frottement de l'archet sur le fil de contact génère une onde mécanique qui se propage de part et d'autre du point de contact. Pour une tension normale (2000 kg) du fil de contact, cette onde se propage à moins de 500 km/h. Si le TGV atteint cette vitesse, le pantographe rattrape l'onde 
— c'est le phénomène de Mach, parfois appelé le mur de la caténaire. Il peut entraîner l'arrachement des caténaires et la destruction du pantographe. C'est la principale cause à la limitation de vitesse des trains de type TGV. Pour éviter ce phénomène, il faut augmenter la tension du fil, ce qui augmente la vitesse de propagation de l'onde, mais cela pose le problème de la résistance mécanique de la caténaire. Un compromis doit être trouvé entre la bonne tenue mécanique de la caténaire et sa bonne conductivité électrique — pour limiter les pertes par effet Joule.
Outre la tension mécanique exercée sur la caténaire, une augmentation de la vitesse de l'onde a été obtenue (en exploitation) par un raidissement des supports caténaires, et un blocage du pantographe à une hauteur constante (5,08 m sur les LGV françaises). On réduit également l'amplitude de cette onde en réglant les fréquences de vibration des supports de sorte qu'ils absorbent cette onde. Ces modifications ont permis de dépasser la vitesse de 270 km/h et d'exploiter des lignes à très grande vitesse entre 300 et 320 km/h.

## Technique

### Électrotechnique

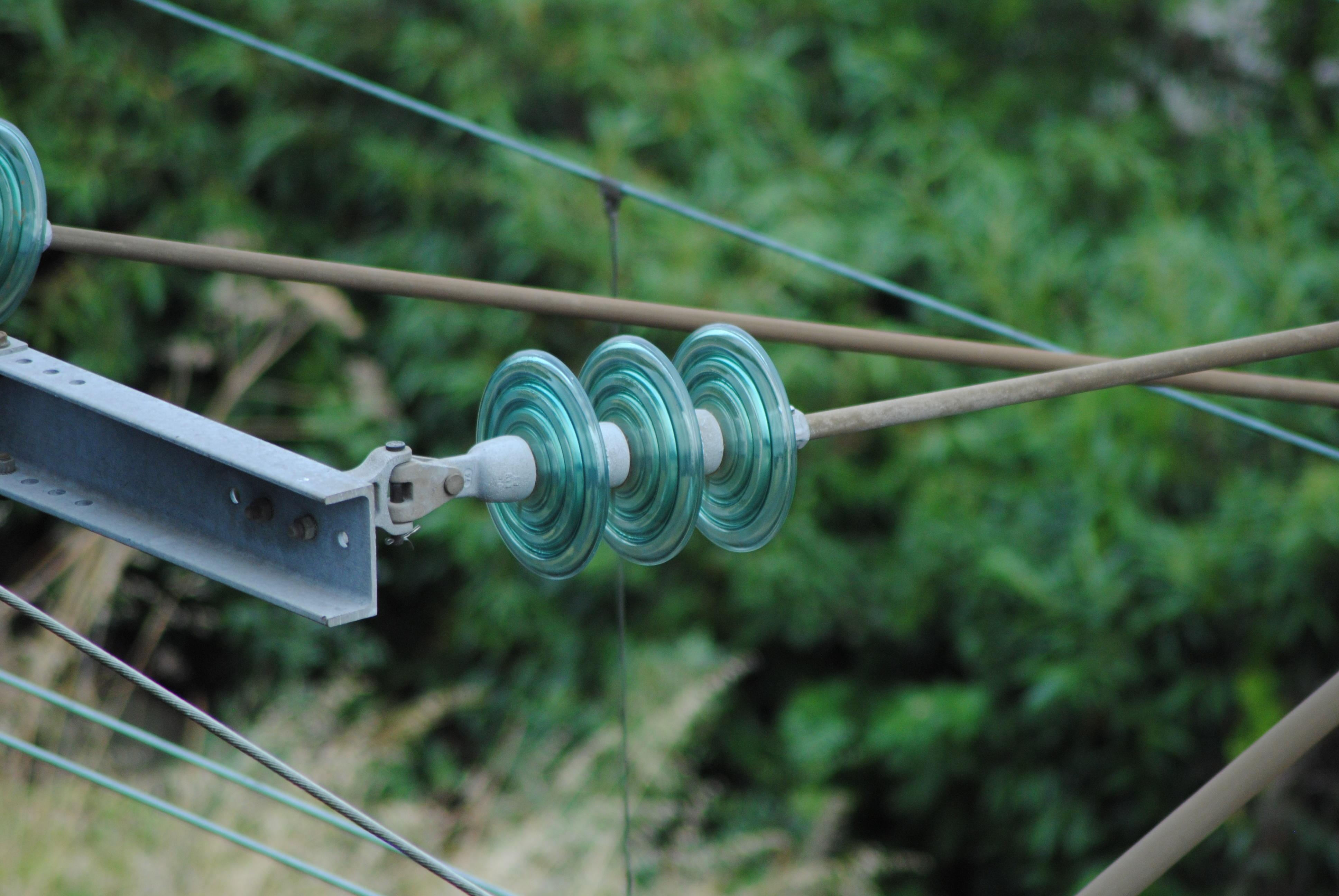
Isolateur verre.

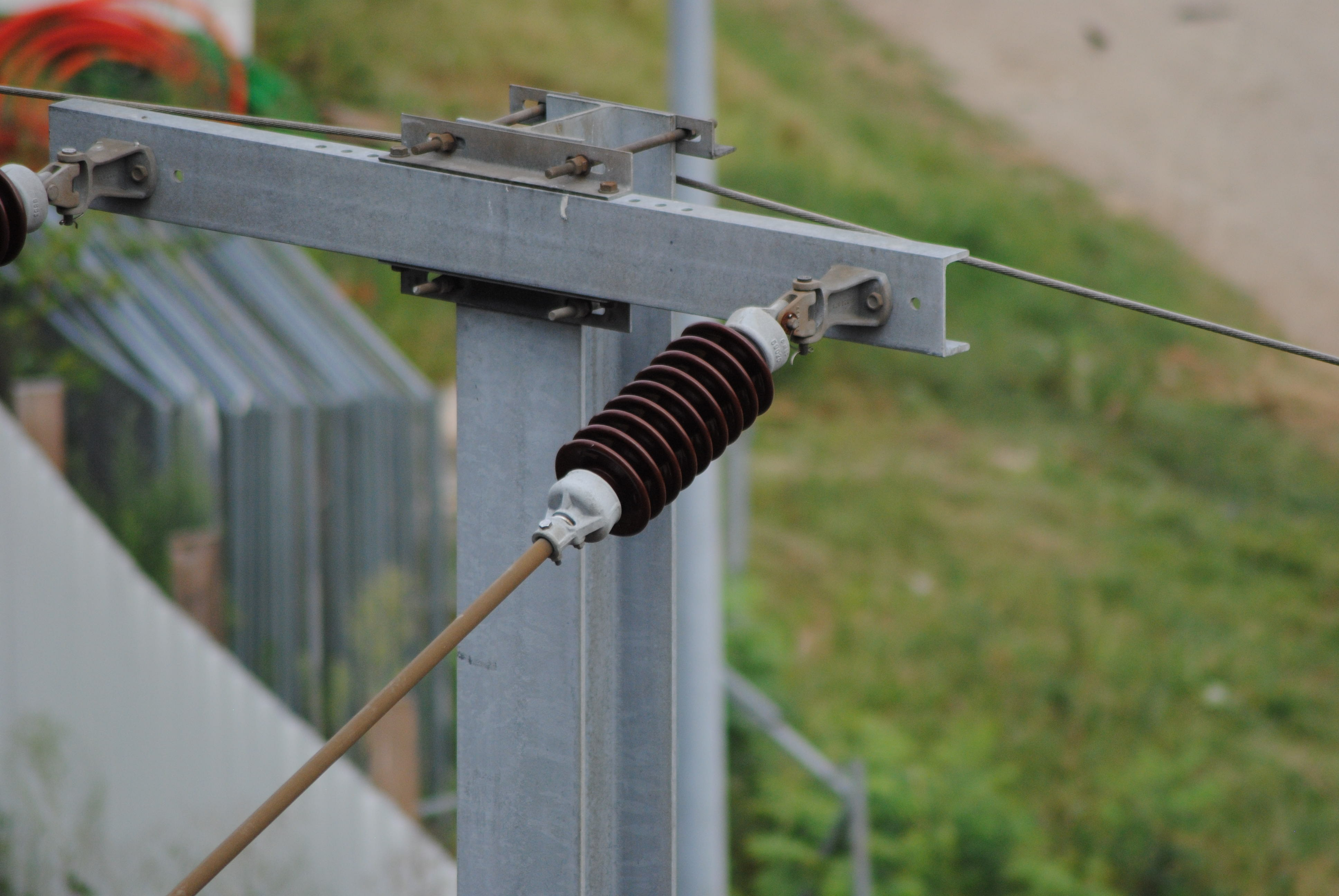
Isolateur céramique.

En électrification 25 000 volts, l’armement, c'est-à-dire l'équipement situé sur le poteau et destiné à « porter »  la caténaire, est le plus souvent sous tension et constitué par des consoles et des haubans isolés des supports caténaires par des isolateurs en verre, céramique ou matière synthétique, dont la taille varie en fonction de la tension d'alimentation et des conditions atmosphériques auxquelles ils sont exposés (zone maritime, polluée, etc.). La structure de la caténaire dépend profondément de la tension d’alimentation.

#### Généralités
Le nombre de conducteurs électriques distribués dépend de la tension utilisée, de la vitesse de la ligne, du dimensionnement électrique nécessaire en fonction du nombre de circulations présentes simultanément sur un même secteur.
La carcasse du véhicule peut être :
- au potentiel du rail de retour de courant (tramway, etc.),
- ou à la terre via un rail de terre spécial (métro de Londres, etc.),
- ou isolée (trolleybus).

En ferroviaire, en alternatif, une des phases est mise au rail et à la terre (les effets des "courants vagabonds" sont quasi négligeables en alternatif).
- En monophasé : 1 phase à la caténaire, le retour de courant étant l'autre phase, mise au rail et à la terre.
- En biphasé : idem, mais on transporte en plus la phase opposée (à 180°) sur un feeder dit "négatif". Le retour de courant, mis à la terre, est donc le "point milieu" du transfo traction.
- En triphasé "triangle" : on distribue 2 phases (à 120°) sur la caténaire, la 3e phase étant le rail mis à la terre. Solution moins efficace que le montage précédent, mais on déséquilibre moins les phases du réseau amont (réseau RTE en France).
- En triphasé "étoile" : 3 phases distribuées sur la caténaire, carcasse au rail et à la terre et au neutre du transfo. Jadis, des locomotives à moteur alternatif avaient été équipées de 3 pantographes à captage vertical. Ce montage est plutôt utilisé sur des systèmes sans aiguillage, comme les ponts roulants, en basse tension, avec des frotteurs.

#### Courant continu

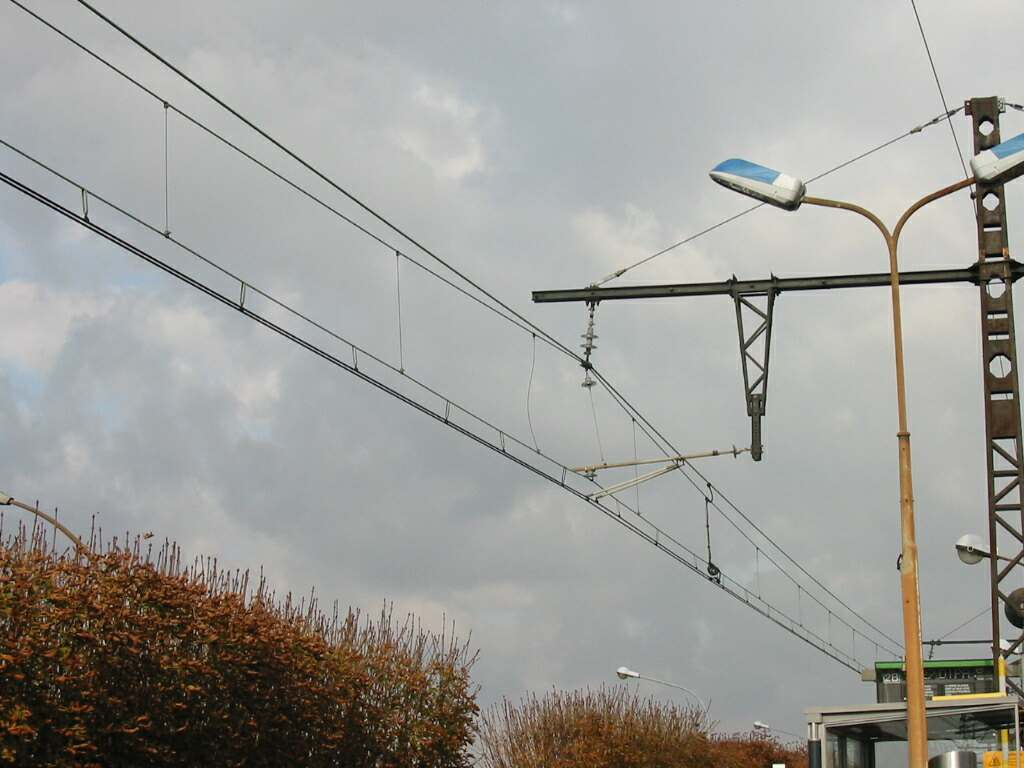
Caténaire 1500 V, avec feeder de ligne.

Le courant continu a été déployé lors du début de l’électrification du réseau ferroviaire. On trouve par exemple des réseaux en 1 500 V CC en France ou aux Pays-Bas. Les courants importants qui circulent dans la caténaire nécessitent des conducteurs plus nombreux et de section plus importante, c’est une caténaire plus compliquée à mettre en œuvre et nécessitant des points d’alimentation (sous-stations électriques) distants de 10 à 15 km. En France, ce type de caténaire est essentiellement utilisé sur les réseaux sud-est et sud-ouest (à Paris : départ des lignes gare de Lyon, gare d’Austerlitz, gare Montparnasse, RER C, ligne de Sceaux). Certaines lignes ex-SNCF, comme les lignes de Paris à Saint-Germain-en-Laye et celle de Paris à Marles-en-Brie ont été électrifiées et réélectrifiées en 1500 V continu sur la majeure partie de leurs tronçons dans le cadre de leurs transfert à la RATP pour la réalisation du RER A.

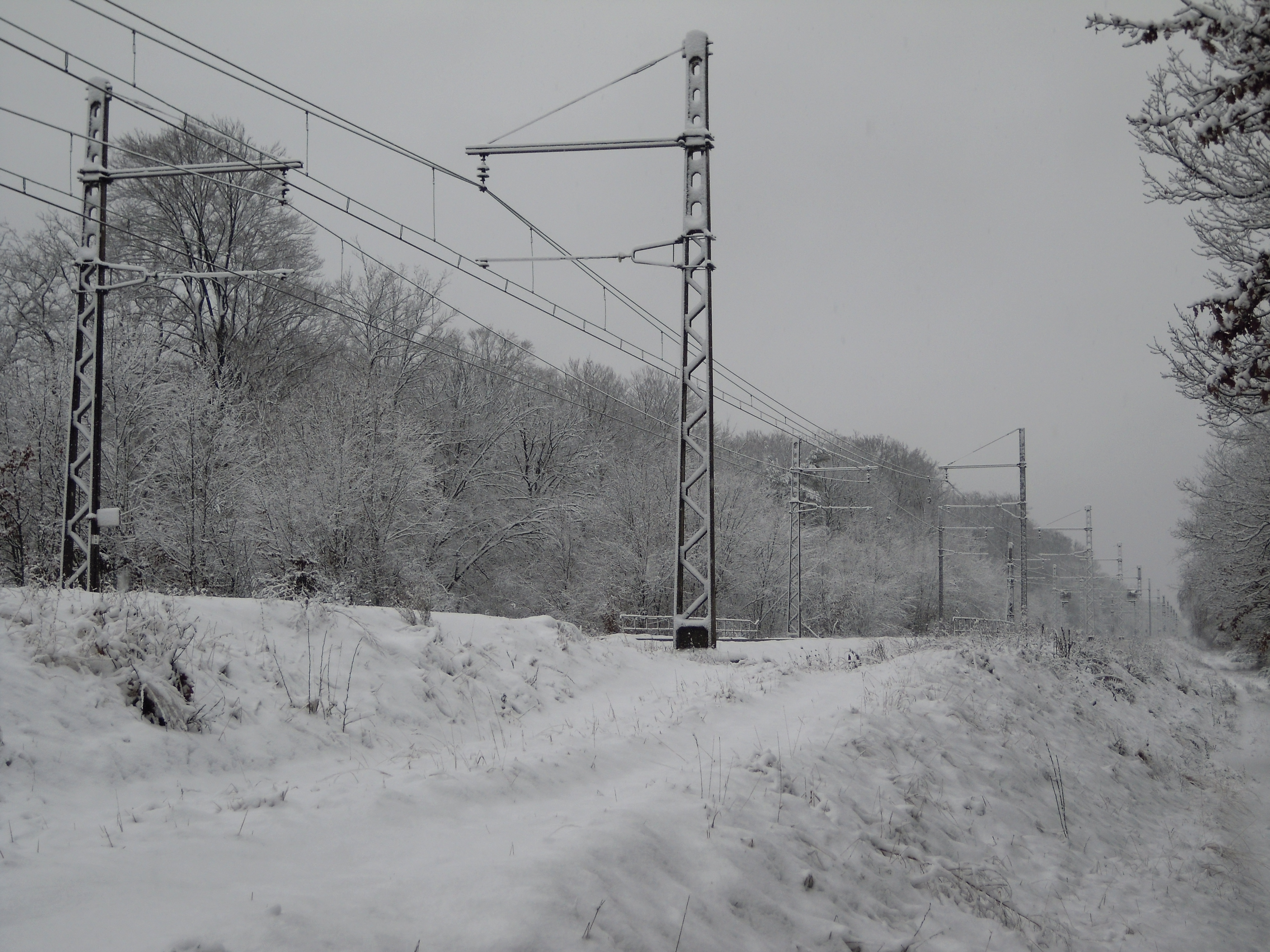
Caténaire 1500 V entre Bois-le-Roi et Fontainebleau.

La caténaire 3 000 V continu se retrouve en Belgique, au Luxembourg jusqu'en septembre 2018 (ligne de Luxembourg à Bruxelles), en Italie, en Espagne ou dans certains pays de l’Est comme la Pologne. Le doublement de la tension limite les pertes d’énergie en ligne à puissance fournie égale, car le courant nécessaire est divisé par deux, et la perte par effet Joule dans les câbles est divisée par quatre.
On trouve aussi des tensions de 600 V à 750 V, par exemple dans des réseaux de tramway, métro et trolleybus.
En électrification par courant continu, le « positif » est transmis aux engins de traction depuis les sous-stations par l’intermédiaire de la caténaire ou ligne de contact. Le retour du courant à la sous-station se fait par les rails. En effet, dans ce mode d'électrification, le conducteur retour de courant (le rail) est isolé de la terre afin d'éviter les courants vagabonds dans le sol, susceptibles d'engendrer de fortes corrosions sur des masses métalliques à proximité (ex : canalisations de gaz, etc.). Dans son mode de fonctionnement normal, le potentiel des rails par rapport à la terre est compatible avec la protection des personnes.

#### Courant alternatif industriel

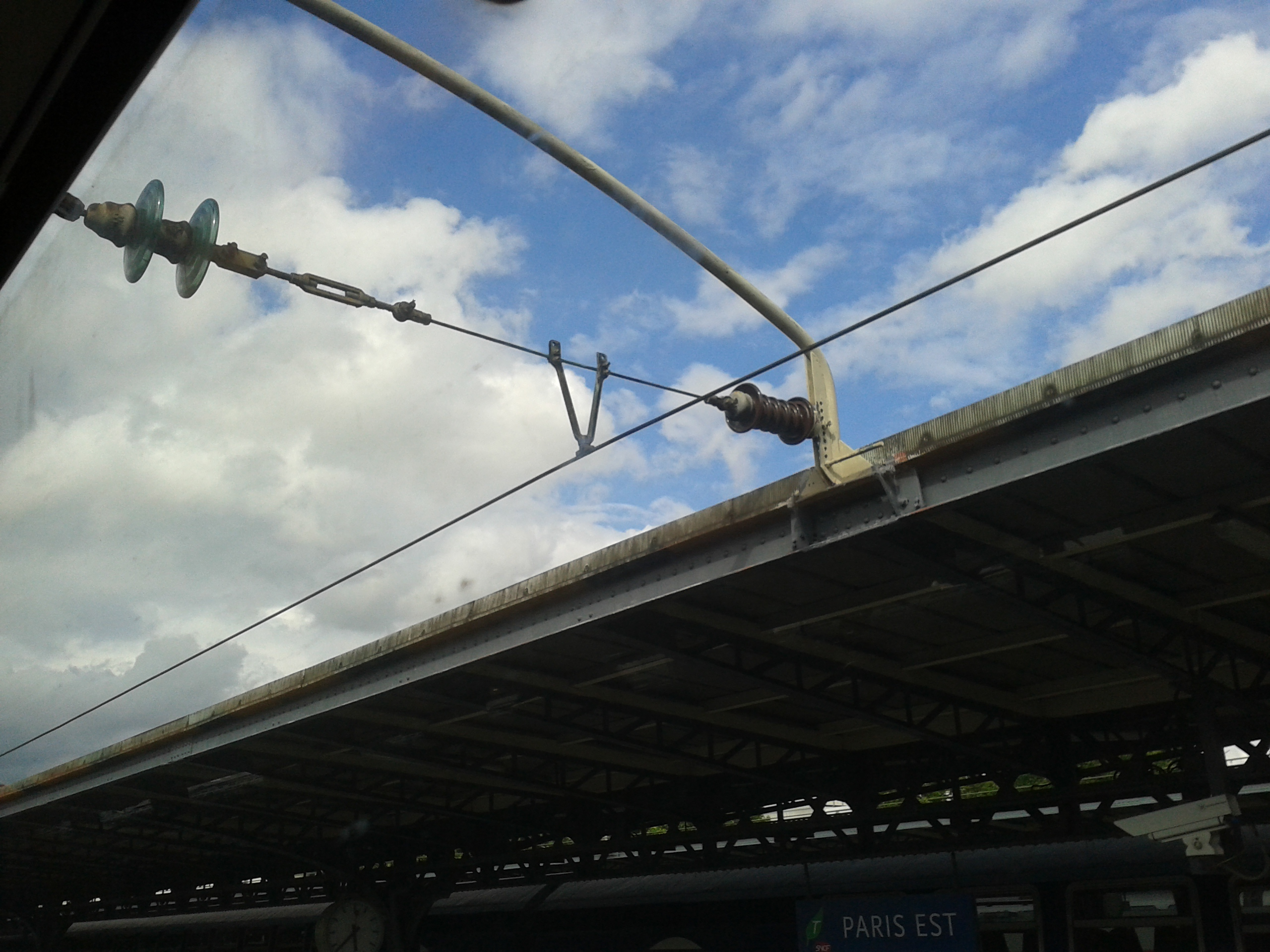
Ligne aérienne de contact 25 kV à la gare de Paris-Est.

Le 25 kV alternatif monophasé 50 Hz est dorénavant utilisé sur le réseau ferré français et dans d'autres pays comme l'Espagne, la Grande-Bretagne, la Chine, la Russie, l'Italie, la Finlande, la Belgique, le Sénégal, le Luxembourg, la Tchéquie et la Slovaquie…. On trouve aussi des variantes : 20 kV et 25 kV 60 Hz au Japon, 25 kV 60 Hz aux États-Unis... On trouve même du 50 kV en Afrique du Sud et sur une ligne affectée au transport du charbon aux États-Unis.
Elle est plus simple à mettre en œuvre, ne nécessite que des sous-stations électriques espacées de 50 à 70 km, voire plus avec le 2 x 25 000 V (les pertes d'énergie électrique étant inférieures à celles des caténaires alimentées sous courant continu à tensions plus faibles) et celles-ci sont plus simples (pas besoin de redresser le courant ni de le lisser). Il s’ensuit un coût kilométrique largement inférieur à celui de la caténaire 1 500 V.
En revanche, au droit ou à proximité de certaines sous-stations, une section de séparation de sources d’alimentation est réalisée. Cette section de séparation, non alimentée, a pour but d’éviter le pontage de deux caténaires successives dont les alimentations présentent entre elles des différences de phases (dues au raccordement monophasé sur un réseau triphasé du réseau de transport électrique) par un ou plusieurs pantographes d’une circulation électrique. En France, les réseaux 25 kV au départ de Paris se trouvent gare du Nord, gare de l’Est et gare Saint-Lazare. Toutes les lignes nouvelles en France sont désormais alimentées sous cette tension également.
La tension plus élevée augmente les contraintes de sécurité électrique, notamment lors des opérations de maintenance.

#### Courant alternatif basse fréquence

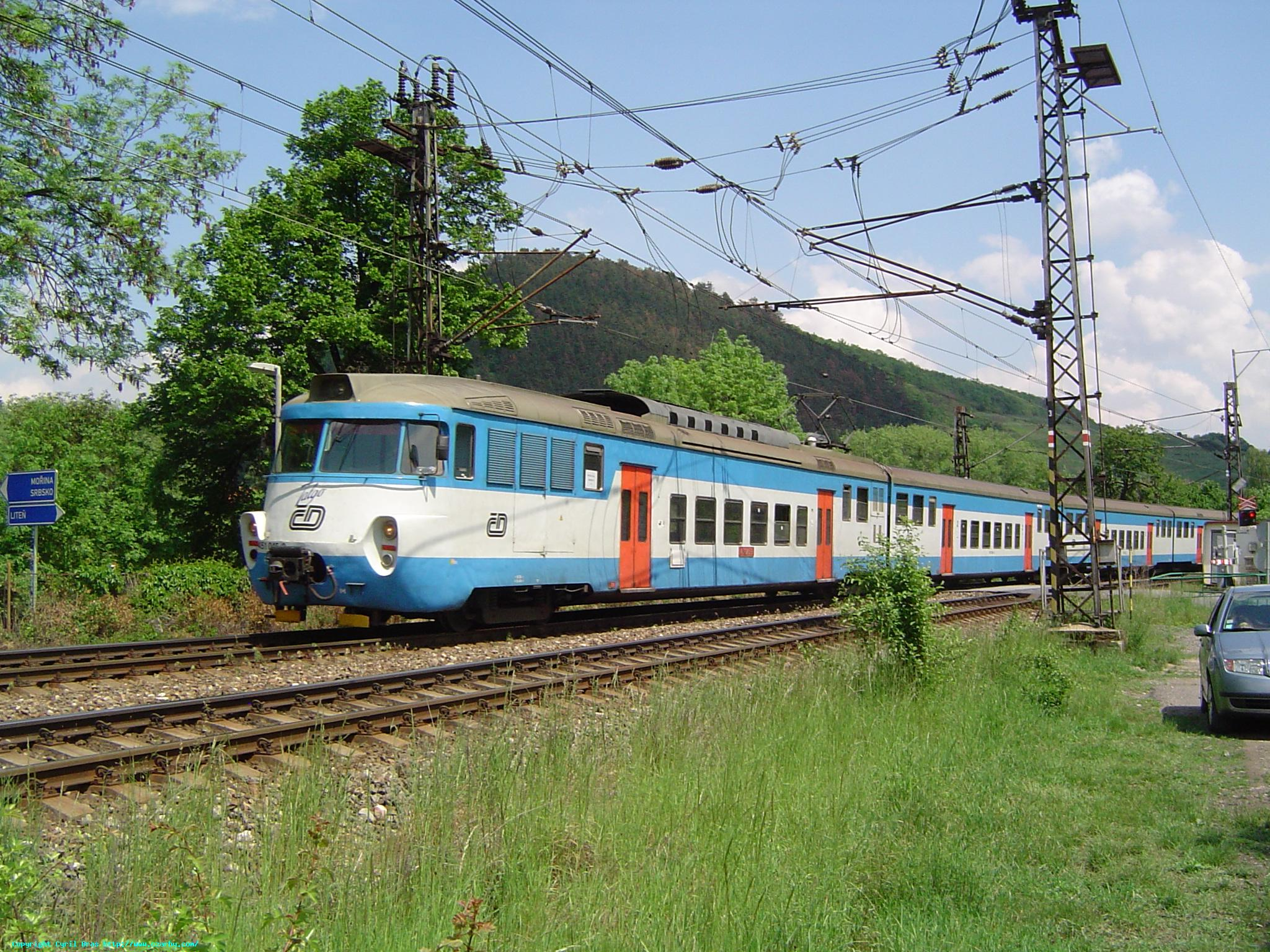
Caténaire 3000 V courant continu de la ČD.

Certains pays d’Europe comme la Suisse, l’Allemagne, l’Autriche, la Norvège, la Suède ont adopté une tension de 15 kV alternatif monophasé 16 Hz 2/3.
Aux USA, la fréquence de 25 Hz a été préférée au 16 2/3 Hz, avec une tension de 11 kV.
La France a expérimenté des fréquences de 16 2/3 Hz, en 12 kV sur la ligne de Perpignan à Villefranche - Vernet-les-Bains et de 25 Hz, sur de nombreux réseaux, électrifiés en 6,6 et 10 kV, de chemins de fer secondaires à voie métrique tels que les CDHV (dont les vestiges sont toujours présents à Oradour-sur-Glane), les Tramways des Alpes-Maritimes, les Tramways de l'Ain, les Tramways électriques de Loir-et-Cher, les Chemins de fer de Camargue, etc.
Cette basse fréquence a permis d'utiliser des moteurs monophasés directs grâce à l'effet de self limité. Avec l'apparition des engins à thyristors (Re 4/4 IV CFF 10101 à 10104 à moteurs type série continu), puis des engins à motorisation asynchrones (BR 120 DB, Re 460 CFF) la basse fréquence ne se justifie plus du tout.
La fréquence plus basse d’alternance (divisée par trois par rapport au réseau électrique industriel) permet de limiter les écarts de phase entre le câble d'alimentation et le câble de contact, et simplifie donc leur raccordement sur la caténaire.
Cependant, cela nécessite des centrales de conversion d’énergie le long de la voie, ou bien un réseau de production et de distribution spécifiques, d'autant plus nombreuses que les pertes en ligne sont plus importantes qu'avec la fréquence normale, même si elles sont limitées par l'utilisation d'une tension élevée.

#### Alimentation
Pour des raisons d’exploitation et de maintenance, la caténaire est découpée en cantons électriques isolés par des dispositifs de coupure particuliers franchissables par les pantographes.
Alimentation 2 x 25 000 V : Le feeder est une ligne d'alimentation, fixée sur les poteaux, en opposition de phase avec la caténaire. Il permet de réduire les chutes de tension en ligne et d'espacer les points de connexion de la caténaire au réseau de distribution d'électricité (les sous-stations). Des autotransformateurs permettent de remettre en phase la tension du feeder et celle de la caténaire (technique dite du « 2 x 25 000 »). La puissance électrique est alors transportée de la sous-station à l'autotransformateur en 50 000 V par le feeder et la caténaire, tandis que l'autotransformateur délivre la puissance au train en 25 000 V (entre la caténaire et le rail).
Les poteaux de caténaire sont également reliés entre eux par une ligne de mise à la terre, dite équipotentielle.

### Mécaniques

#### Régularisation
La régularisation est le maintien de la tension mécanique du conducteur.
La présence de contrepoids, destinés à maintenir une tension mécanique constante dans la caténaire (par exemple, pour une plage de régulation de 45 °C, s’étendant de +2,5 °C à +47,5 °C), n’est pas systématique. En effet, en 1 500 V continu notamment, les tirs des caténaires simples (CS), légères (CL) ou de type « fil tram » (un seul ou deux fils de contact, sans porteur ; on parle alors de « LAC » pour Ligne Aérienne de Contact) sont directement ancrés aux supports, sans contrepoids, car la vitesse peu élevée des véhicules permet de compenser au sein du pantographe les différences de hauteur du câble, sans entraîner de chocs sur le câble. En cas d'une perte de tension mécanique pour cause quelconque, les divers mécanismes de freinage limitent le défilement des fils.

#### Positionnement latéral
Vu de dessus, le fil de contact d’une caténaire ne forme pas une ligne droite, mais un zigzag. Cette disposition est destinée à éviter l’usure ponctuelle de l’archet du pantographe. On appelle ce réglage le désaxement caténaire.
Le positionnement latéral du fil de contact est généralement assuré par des bras de rappel montés sur des armements caténaires.

#### Captage du courant
Sur le matériel roulant, le captage du courant s'effectue par un pantographe muni d'un archet. À l'origine, les trains à grande vitesse, d'autre part, étaient équipés de pantographes à double suspension, mais trop sensible au vent trois quarts face, cette disposition a été supprimée.

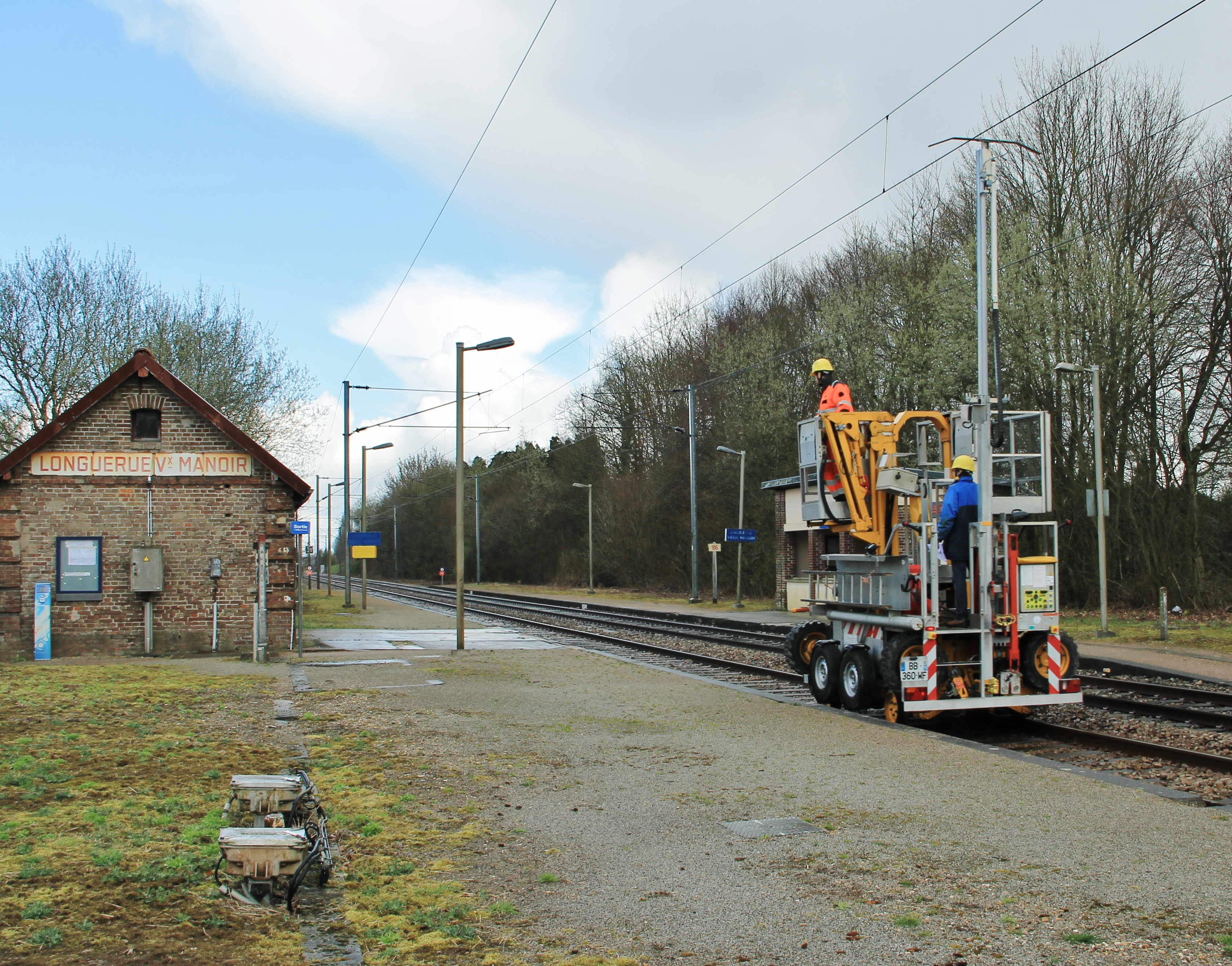
Mesure et réglage de la caténaire sur la ligne Rouen-Amiens.

Les autres systèmes de captage sont le collecteur à arc et la perche de trolleybus. Dans ce dernier cas, le captage s'effectue avec une paire de perches, qui permettent par ailleurs au véhicule une liberté latérale de circulation de plusieurs mètres, afin de s'insérer dans le trafic urbain sans difficulté.

#### Le gabarit électrique
Sur le réseau français, la hauteur d’une ligne aérienne de traction électrique doit répondre aux conditions suivantes :
- être inférieure ou égale à 6,50 m à −20 °C pour respecter le débattement maximal des pantographes ;
- être supérieure à 6 m à 50 °C à la traversée des voies ouvertes à la circulation publique ;
- sous les ouvrages d’art, être égale ou supérieure à 4,53 m à +50 °C en 1 500 V ou 4,64 m à 50 °C en 25 kV ;
- en voie courante, au droit des supports, les valeurs sont, sauf cas particulier, de 5,08 m sur ligne à grande vitesse (LGV) et 5,50 m sur les autres voies ;
- si, pour des raisons techniques, la ligne de traction électrique doit se trouver à une hauteur inférieure ou égale à 5 m, un dispositif spécial d’attention est apposé au droit du support (bande bleue à liserés blancs).

Lors de l'électrification de lignes existantes il faut tenir compte du gabarit des ouvrages d'arts (tunnels et ponts) et traiter les  passages à niveau.

## Variantes

### Ligne bi-filaire

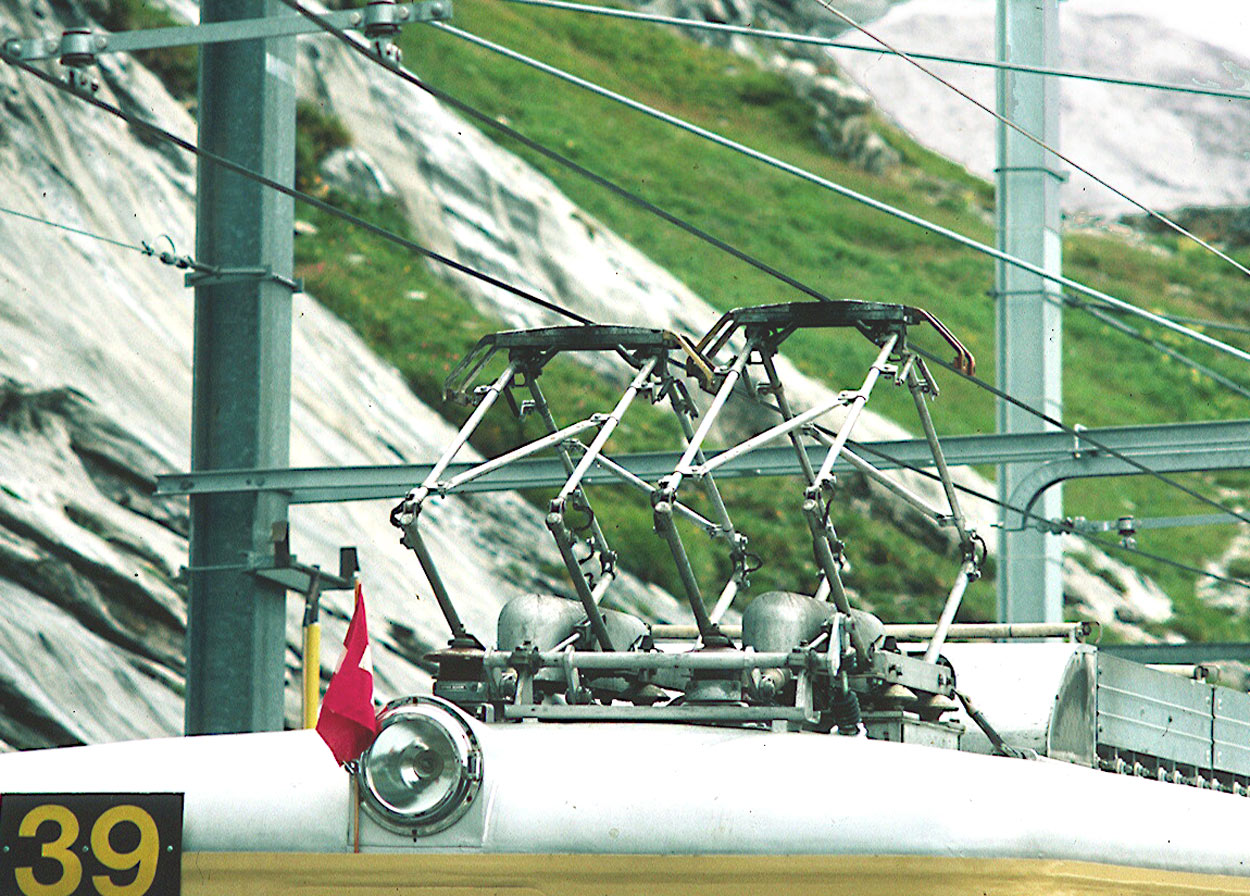
Chemin de fer de la Jungfrau.

En général le retour du courant se fait par les rails de chemin de fer. Les rails doivent alors impérativement être reliés à une prise de terre parfaite, au potentiel zéro volt. En effet, la carcasse entière du train (ou métro, ou tramway) étant métallique et entièrement reliée également au sol, si un défaut de terre existait un utilisateur pourrait s'électrocuter en touchant cette carcasse. La résistance électrique doit donc être très faible (quelques ohms). Dans les sols très rocailleux (comme dans le massif des Maures par exemple) les prises de terre sont très profondes (4 mètres minimum).
Les trolleybus utilisent une seconde ligne pour le retour du courant, le retour par le sol étant impossible. On a utilisé également une double ligne de contact sur certaines voies de chemin de fer, par exemple le tramway de Brest au Conquet, afin qu'il n'y ait aucun courant de retour traction dans les rails, à cause de la proximité du câble télégraphique transatlantique.
L'utilisation d'un courant triphasé nécessite d'employer plusieurs fils de contact. Par exemple, le chemin de fer de la Jungfrau ou bien le chemin de fer à crémaillère de La Rhune utilisent des fils de contact aériens pour deux phases et les rails pour la troisième phase, mise à la terre.
Un système bi-filaire en courant continu a été utilisé avec des tensions de 1 200 V et 2 400 V, avec point milieu au rail, chaque fil étant à + 600 ou + 1 200 V et - 600 ou - 1 200 V, ce qui permettait d'avoir un isolement pour la moitié de la tension tout en permettant de forts appels de courant sans trop de pertes de tension en ligne, grâce aux intensités limitées appelées dans les fils de contacts. Ces systèmes ont été utilisés au Tramway de Grenoble à Chapareillan (en 1 200 V) et au chemin de fer de la Mure (en 2 400 V).

### Caténaire inclinée ou type «Midi»

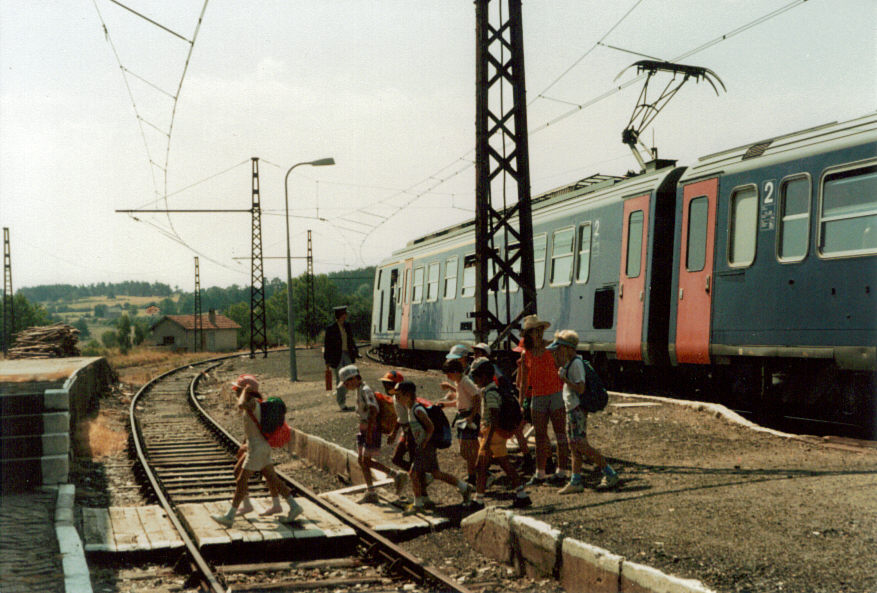
Caténaire inclinée typique de la Compagnie du Midi, à Loubaresse.

La caténaire inclinée est un cas à part. Les bras de rappel n’existent pas : seuls la tension du fil de contact ainsi qu’un positionnement judicieux des points de fixation du fil porteur permettent au fil de contact de suivre l’axe de la voie. C’est dans les courbes que cette caténaire prend son aspect le plus insolite, car son axe est alors proche de l'horizontale, tandis que les autres caténaires restent verticales.
Elle est aussi connue sous le nom de caténaire "Windschief" (de l'Allemand "Schief", en raison de son inclinaison oblique) ou encore Westinghouse, du nom de la firme qui a développé la technique aux États-Unis. En France elle est le plus souvent appelée caténaire « midi » car elle a été  utilisée sur le réseau de la  compagnie des Chemins de fer du Midi pour l'alimentation en 1 500 V continu. On la trouve également sur la ligne du Médoc, reliant Ravezies à Soulac sur Mer, Le Verdon et La Pointe de Grave, Facture - Arcachon, Bordeaux - Hendaye et Béziers - Neussargues.

### Caténaire compound
Suivant la tension d'alimentation et l'importance de l'énergie de traction à fournir, des caténaires peuvent comporter un système à quatre câbles dont la géométrie est d'autant plus complexe à réaliser et à entretenir. Ce type de caténaire est généralement constitué par deux fils de contact suspendus à distance égale à un câble porteur auxiliaire, lequel est suspendu par des pendules à longueur variable à un câble porteur principal. Sur ce type de caténaire, seuls les fils de contact sont maintenus à une tension mécanique constante (régularisés). Ce type de caténaire est appelé « caténaire composée », ou compound. Ce type de caténaire est utilisé pour la majorité des électrifications en 1 500 V en France, ainsi qu'en Belgique en 3 000 V.

### Caténaire simplifiée dite «trolley» en 25 kV
Afin de pouvoir électrifier de manière plus économique, une caténaire dite « trolley », sans fil de contact régularisé, fut expérimentée sur des lignes à vitesse maximale ne dépassant pas 120 km/h, comme sur la Grande Ceinture, entre Valenton et Bobigny, sur Plaisir-Grignon - Épône-Mézières, sur Esbly-Crécy et d'autres lignes alpines. Ce type de caténaire est omniprésent dans les triages.

### Caténaire «New-look dite CSRR»
Présentée par le groupement Engie-Ineo et Colas Rail, cette caténaire (caténaire simplifiée, renforcée, régularisée) possède la structure d'une caténaire 25 kV (supports allégés, isolement, feeder) mais à laquelle on rajoute un second fil de contact et son propre bras de rappel et, ce, sans le porteur auxiliaire comme en 1 500 V. Son "équivalent cuivre" la rend apte à la traction 1 500 V comme sur Montréjeau-Tarbes depuis 2019 et son isolement, à la traction 25 kV, moyennant des adaptations ponctuelles, hors zone de circulation, en cas de migration vers cette dernière. On a, alors, une caténaire universelle avec une grande économie d'échelle.

## Caténaire rigide
La caténaire rigide emploie un profilé métallique. Surtout employé dans les tunnels, ce système est le plus souvent compatible avec un équipement en ligne aérienne de contact, avec captage par pantographe. Des réseaux de tramway, de métro et de chemin de fer emploient ce système.